# Филипа Балдева
Филипа Балдева е българска актриса.

## Биография
Завършва актьорско майсторство за драматичен театър в НАТФИЗ „Кръстьо Сарафов“, клас проф. Енчо Халачев и проф. Снежина Танковска. През периода от 1997 г. до 2000 г. е актриса в Драматичен театър „Никола Вапцаров“ - Благоевград, а от 2010 г. до 2018 г. е актриса в ОКИ Театър „Възраждане“ – София.

## Роли в театрални постановки
- Адела в „Домът на Бернарда Алба“ от Федерико Гарсия Лорка, реж. Енчо Халачев
- Мери в „Умирай спокойно“ от Кева Апостолова, реж. Г. Кайцанов
- Сюзан в „Един безумен ден“ от Бомарше, реж. Никола Петков
- Ина в „Църква за вълци“ от Петър Анастасов, реж. Пламен Панев
- Мими в „Ало, Ало!“ от Джеръми Лойд и Дейвид Крофт, реж. Роберт Янакиев
- Злата в „Криворазбраната Цивилизация“ от Добри Войников, реж. В. Александров
- Евелина в „Не те познавам вече“ от Алдо де Бенедети, реж. Роберт Янакиев
- Ружа в „Измамници“ от Звонимир Байсик, реж. Деян Русев
- Суфльорката в „Три ужасени миниатюри“ от Майкъл Грийн, реж. Петър Пейков
- Демира в „Дуелът“ от Иван Вазов, реж. Йосиф Сърчаджиев
- Ангел в „Последната тайна на Фреди Меркюри“ от Ирина Гигова, реж. Съни Сънински
- Присила в „Табу“ от Карл Джераси, реж. Г. Михалков
- Пеперудата във „Фотоапарати“ от Пьотр Гладилин, реж. Стилиян Петров
- Ангустиас в „Къщата на гнева“ по „Домът на Бернарда Алба“ и други произведения, реж. Д. Добрева

## Театрални награди и номинации
- 1998 г. Награда женска роля на Фестивала „Театрални празници-Благоевград“ за ролята на Адела
- 2015 г. Награда „Аскеер“ за Поддържаща женска роля за ролята на Ангустиас
- 2015 г. Номинация „Икар“ за Поддържаща женска роля за Пеперудата във „Фотоапарати“, режисьор Стилиян Петров
- 2015 г. Номинация за Жена на годината – Списание „Грация“

## Дублаж
- „Уокър, тексаският рейнджър“, запис на Доли Медия Студио.

## Филмография
- „Кантора Митрани“ (2012), 12 серии - Станоева (в 1 серия : VII)